# 马阿穆德
马阿穆德，是西班牙卡斯蒂利亚-莱昂布尔戈斯省的一个市镇。总面积34平方公里，总人口169人（2001年），人口密度5人/平方公里。